# لوك ساندرز (لاعب كرة مضرب)
لوك ساندرز (بالهولندية: Louk Sanders) مواليد 9 مايو 1950 في أوخستخيست، هولندا، هو لاعب كرة مضرب هولندي سابق بدأ مسيرته كمحترف سنة 1976 وكان يلعب باليد اليمنى. أعلى تصنيف له في الفردي كان المركز الـ 98.

## روابط خارجية
- لوك ساندرز على موقع رابطة محترفي التنس (الإنجليزية)
- لوك ساندرز على موقع الاتحاد الدولي لكرة المضرب (الإنجليزية)
- لوك ساندرز على موقع كأس ديفيز (الإنجليزية)
- لوك ساندرز على موقع خلاصة التنس.كوم (الإنجليزية)